# گل‌پاشین

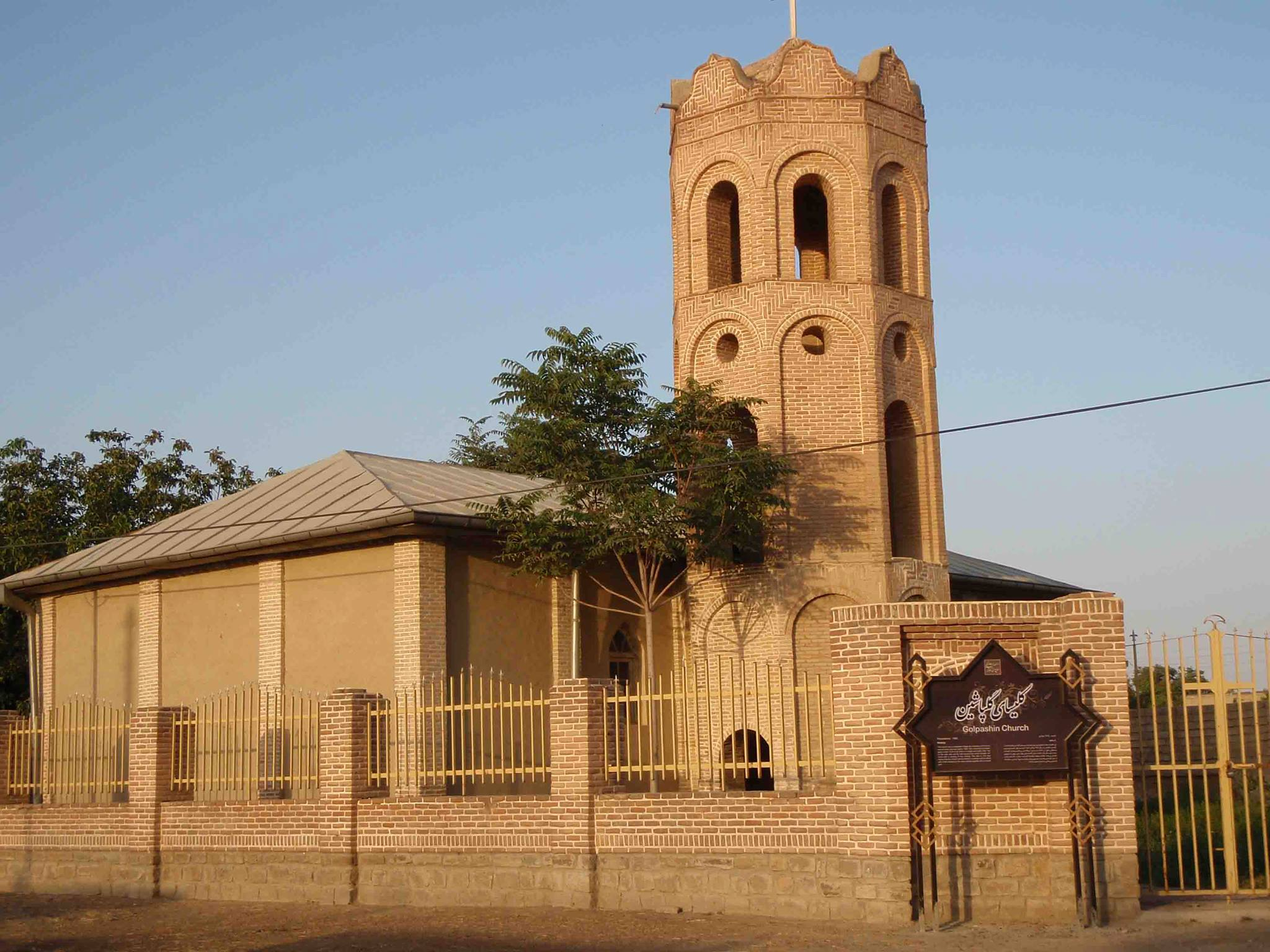
کلیسای آشوری سنت گیوارگیس در گل پاشین

گل پاشین، روستایی است از توابع بخش مرکزی شهرستان ارومیه و در شهرستان ارومیه استان آذربایجان غربی ایران.
تا قبل از سال ۱۹۱۸ روستایی آشوری‌نشین به‌نام گلپاشان در این مکان وجود داشت.

## جمعیت
این روستا در دهستان بکشلوچای قرار داشته و بر اساس سرشماری سال ۱۳۸۵ جمعیت آن ۲۶۶ نفر (۶۹ خانوار)
بوده‌است.